# Gescheiden onderwijs

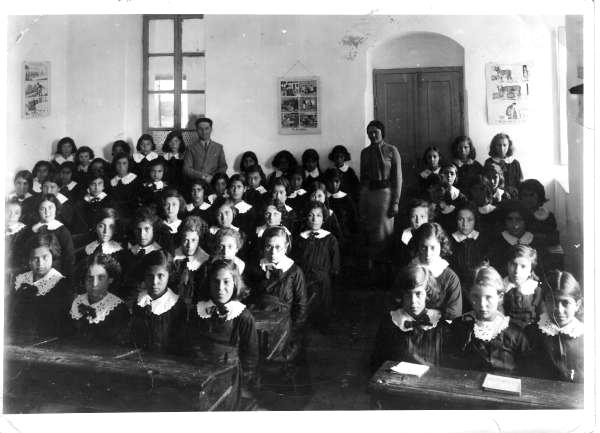
Joodse meisjesschool in Jeruzalem, 1935

Gescheiden onderwijs is meestal een aanduiding voor het inrichten van onderwijs zo dat jongens en meisjes in aparte scholen of klassen les krijgen (seksesegregatie). Er is dan sprake van jongensscholen en meisjesscholen, of van scholen met aparte jongensklassen en meisjesklassen. De term kan ook verwijzen naar het gescheiden lesgeven aan verschillende etnische groepen. De tegenhanger van gescheiden onderwijs wordt gemengd onderwijs genoemd.

## Geschiedenis
Veel oudere scholen en onderwijsinstellingen in de Westerse wereld lieten vroeger vaak alleen leerlingen van één geslacht toe, maar hebben hun toelatingsregelingen aangepast aan de evoluerende tijdgeest. In veel landen is gemengd onderwijs de algemene regel geworden.
In Nederland werden in 1968 de laatste jongensscholen en meisjesscholen in het mavo, havo, atheneum, gymnasium en het basisonderwijs afgeschaft. Rond 1977 is ook in het lagere technische onderwijs (LTS) en in de huishoudscholen (LHNO) het seksegescheiden onderwijs afgeschaft.
Het Cheider heeft wel aparte jongensklassen en meisjesklassen.
In Vlaanderen was, op de meeste plaatsen, tot in de twintigste eeuw het onderwijs op het platteland als volgt georganiseerd: de jongensschool was een door de gemeente georganiseerde school en de meisjesschool werd door de parochie of een religieuze orde georganiseerd. De gemeentelijke jongensschool was meestal ook een katholieke school. Ouders die geen katholiek onderwijs wensten, konden hun kinderen naar het rijksonderwijs sturen, waarbij vaak gebruik werd gemaakt van busvervoer.
Door deze regeling was lange tijd op het Vlaamse platteland de term “jongensschool” bijna synoniem voor gemeenteschool.
Op het einde van de twintigste eeuw kwam daar, door het verplicht gemengd worden van het onderwijs, een einde aan. In veel gemeenten ontstond toen ook een kleine schoolstrijd tussen de inrichtende machten van het onderwijs.

## Herinvoering
Begin 21e eeuw gaan er stemmen op om gescheiden onderwijs terug in te voeren. Onderzoek schijnt immers te suggereren dat zowel jongens als meisjes beter presteren in een homogene leeromgeving, vooral op de leeftijd 12-16 jaar, waar de ontwikkeling van jongens en meisjes grotendeels in verschillend tempo verloopt. Sommige middenscholen spelen daarop in door de ouders de keuze te laten voor het eerste leerjaar A te kiezen voor een gemengde klas of een niet gemengde klas.